# بترا نيمتسوفا
بترا نيمتسوفا (بالتشيكية: Petra Němcová)‏ (ولدت في 24 يونيو 1979) عارضة أزياء ومضيفة تلفزيونية تشيكية، أسست و ترأس صندوق هابي هيرتس. 

## نشأتها
ولدت نيمكوفا في كارفينا، 

## روابط خارجية
- الموقع الرسمي
- بترا نيمتسوفا على موقع IMDb (الإنجليزية)
- بترا نيمتسوفا على موقع إن إن دي بي (الإنجليزية)
- بترا نيمتسوفا على موقع قاعدة بيانات الفيلم (الإنجليزية)
- بترا نيمتسوفا على موقع دليل عارضات الأزياء (الإنجليزية)